# Fußball-Ostasienmeisterschaft 2019
Die Fußball-Ostasienmeisterschaft 2019 (offiziell EAFF Football Championship 2019, aus Sponsorengründen auch EAFF E-1 Football Championship 2019 genannt) war die achte Austragung des Turniers und fand vom 10. bis zum 18. Dezember 2019 in Südkorea statt. Südkorea war zum dritten Mal Gastgeber der Endrunde.
Zehn Mannschaften aus dem ostasiatischen Raum spielten um den Titel des Ostasienmeisters. Der Titelverteidiger aus Südkorea gewann zum sechsten Mal das Turnier und setzte sich so gegen Japan, China und Hongkong durch.

## Austragungsort und Modus
Der Modus blieb gegenüber dem Turnier von 2017 unverändert. Zunächst spielten die vier schwächeren Mannschaften von 2017 in der ersten Qualifikationsrunde jeweils einmal gegeneinander. Der Gruppensieger qualifizierte sich für die zweite Qualifikationsrunde und traf dort auf die bereits gesetzten Mannschaften aus der Republik China auf Taiwan, Hongkong und Nordkorea. Der Gruppensieger der zweiten Runde komplementierte die Mannschaften der Endrunde, für die die drei stärksten Verbände der EAFF, China, Japan und Südkorea, bereits gesetzt waren.
Ende März 2018 wurden die jeweiligen Gastgeber bekanntgegeben. Die Mongolei war Gastgeber der ersten Qualifikationsrunde und die Republik China auf Taiwan Gastgeber der zweiten Qualifikationsrunde. Die Endrunde fand zum dritten Mal in Südkorea statt.

## Qualifikation

### Erste Runde
Alle Spiele fanden im MFF Football Centre in Ulaanbaatar (Mongolei) statt. Zeitangaben in Ortszeit (UTC+8).
| Pl. | Land               | Sp. | S | U | N | Tore    | Diff. | Punkte |
| --- | ------------------ | --- | - | - | - | ------- | ----- | ------ |
| 1.  | Mongolei           | 3   | 2 | 1 | 0 | 014:200 | +12   | 07     |
| 2.  | Macau              | 3   | 1 | 1 | 1 | 004:500 | −1    | 04     |
| 3.  | Guam               | 3   | 1 | 1 | 1 | 005:300 | +2    | 04     |
| 4.  | Nördliche Marianen | 3   | 0 | 1 | 2 | 001:140 | −13   | 01     |

| 2. September 2018, 13:00 Uhr und 17:00 Uhr |   |                    |           |
| Guam                                       | – | Nördliche Marianen | 4:0 (2:0) |
| Mongolei                                   | – | Macau              | 4:1 (2:0) |
| 4. September 2018, 13:00 Uhr und 17:00 Uhr |   |                    |           |
| Macau                                      | – | Guam               | 2:0 (1:0) |
| Mongolei                                   | – | Nördliche Marianen | 9:0 (4:0) |
| 6. September 2018, 13:00 Uhr und 17:00 Uhr |   |                    |           |
| Nördliche Marianen                         | – | Macau              | 1:1 (1:1) |
| Mongolei                                   | – | Guam               | 1:1 (0:0) |

Auszeichnungen
- Torschützenkönig der ersten Runde wurde der Mongole Baljinnyam Batbold mit drei Toren.
- Der MVP-Award für den „besten Spieler“ wurde an den Mongolen Norjmoogiin Tsedenbal verliehen.

### Zweite Runde
Alle Spiele fanden im Taipei Municipal Stadium in Taipeh (Republik China auf Taiwan) statt. Zeitangaben in Ortszeit (UTC+8).
| Pl. | Land           | Sp. | S | U | N | Tore    | Diff. | Punkte |
| --- | -------------- | --- | - | - | - | ------- | ----- | ------ |
| 1.  | Hongkong       | 3   | 2 | 1 | 0 | 007:200 | +5    | 07     |
| 2.  | Nordkorea      | 3   | 2 | 1 | 0 | 006:100 | +5    | 07     |
| 3.  | Chinese Taipei | 3   | 1 | 0 | 2 | 003:500 | −2    | 03     |
| 4.  | Mongolei       | 3   | 0 | 0 | 3 | 003:110 | −8    | 0      |

| 11. November 2018, 14:10 Uhr und 18:10 Uhr |   |           |           |
| Nordkorea                                  | – | Mongolei  | 4:1 (2:0) |
| Chinese Taipei                             | – | Hongkong  | 1:2 (0:0) |
| 13. November 2018, 15:10 Uhr und 19:10 Uhr |   |           |           |
| Hongkong                                   | – | Nordkorea | 0:0       |
| Chinese Taipei                             | – | Mongolei  | 2:1 (2:0) |
| 16. November 2018, 15:10 Uhr und 19:10 Uhr |   |           |           |
| Mongolei                                   | – | Hongkong  | 1:5 (0:2) |
| Chinese Taipei                             | – | Nordkorea | 0:2 (0:0) |

Auszeichnungen
- Torschützenkönig der zweiten Runde wurde der Nordkoreaner Rim Kwang-hyok mit zwei Toren.
- Der MVP-Award für den „besten Spieler“ wurde an den Hongkonger Huang Yang verliehen.

## Endrunde
Alle Spiele fanden im Busan-Asia-Main-Stadion oder im Busan-Gudeok-Stadion in Busan (Südkorea) statt. Zeitangaben in Ortszeit (UTC+9).
| Pl. | Land     | Sp. | S | U | N | Tore    | Diff. | Punkte |
| --- | -------- | --- | - | - | - | ------- | ----- | ------ |
| 1.  | Südkorea | 3   | 3 | 0 | 0 | 004:000 | +4    | 09     |
| 2.  | Japan    | 3   | 2 | 0 | 1 | 007:200 | +5    | 06     |
| 3.  | China    | 3   | 1 | 0 | 2 | 003:300 | ±0    | 03     |
| 4.  | Hongkong | 3   | 0 | 0 | 3 | 000:900 | −9    | 0      |

| 10. und 11. Dezember 2019, 19:30 Uhr       |   |          |           |
| China                                      | – | Japan    | 1:2 (0:1) |
| Südkorea                                   | – | Hongkong | 2:0 (1:0) |
| 14. und 15. Dezember 2019, 19:30 Uhr       |   |          |           |
| Japan                                      | – | Hongkong | 5:0 (4:0) |
| Südkorea                                   | – | China    | 1:0 (1:0) |
| 18. November 2018, 16:15 Uhr und 19:30 Uhr |   |          |           |
| Hongkong                                   | – | China    | 0:2 (0:1) |
| Südkorea                                   | – | Japan    | 1:0 (1:0) |

### Auszeichnungen
- Torschützenkönig der Endrunde wurde der Japaner Kōki Ogawa mit drei Toren.
- Der MVP-Award für den „besten Spieler“ wurde an den Südkoreaner Hwang In-beom verliehen.
- Zum besten Defensivspieler der Endrunde wurde der Südkoreaner Kim Min-jae ausgezeichnet.
- Zum besten Torwart der Endrunde wurde der Südkoreaner Kim Seung-gyu ausgezeichnet.
- Zum besten Schiedsrichter der Endrunde wurde der Usbeke Ilgiz Tantashev ausgezeichnet.
- Zum meist-mutigsten Spieler der Endrunde wurde der stürmende Japaner Musashi Suzuki ausgezeichnet.[4]